# 手冊
手册是汇集某一或若干学科和专业领域的基本知识、数据、術语、概念、原理、数据、图表、公式等內容的工具书或参考资料。手册按其收录的内容可分为综合性手册和专业性手册。综合性手册概括的知识面比较广泛。专业性手册的内容只涉及某一领域的专门知识。